# Christian Studer
Christian Studer (* 1458 in St. Gallen; † 30. Dezember 1531 ebenda) war ein Schweizer Kaufmann und Bürgermeister von St. Gallen (Schweiz).

## Leben
Christian Studer war der Sohn von Hans Studer (* 1415; † unbekannt) und dessen Ehefrau Anna Mäder (* 1420; † unbekannt) aus Waldkirch.
Er war als Leinwandhändler Mitglied der Weberzunft. 1511 wurde er gemeinsam mit Hans Heuss Mitbegründer einer Handelsgesellschaft in Nürnberg.
1488 nahm er als Hauptmann an der Schlacht bei Saint-Aubin-du-Cormier teil und führte die Schweizer Truppen im Guerre folle.
1501 bis 1502 war er Stadtrichter, 1513 Säckelmeister, und in der Zeit von 1514 bis 1516 sowie von 1524 bis 1525 war er Ratsherr in St. Gallen, in dieser Zeit war er von 1519 bis 1524 Stadtammann.
Von 1525 bis 1531 war er, im Wechsel mit Joachim Vadian (gewählt 1526), Konrad Meyer (gewählt 1527), Heinrich Komer (gewählt 1530) und Hans Rainsperg (gewählt 1531) als Nachfolger von Jacob Krum, im Dreijahresturnus Amtsbürgermeister, Altbürgermeister und Reichsvogt in St. Gallen.
Christian Studer war in erster Ehe seit 1483 mit Ellen, Tochter des Ulrich Thalmann, Kanzler der Fürstabtei St. Gallen verheiratet; ihre Tochter war:
- Barbara Studer, trat 1506 in das Kloster St. Katharina ein.[2]

In zweiter Ehe war er seit 1491 mit Sybilla Stock und seit 1499 in dritter Ehe mit Helena (* 1477; † 14. Oktober 1538), Tochter des Franziskus Zyli (1439–1520), Stadtammann und Kaufmann, verheiratet, gemeinsam hatten sie die Tochter:
- Helena Studer (* 1506 in St. Gallen; † 24. Februar 1545 ebenda), verheiratet mit dem Kaufmann und Ratsherrn Bartholomäus Schobinger (1500–1585), der gemeinsam mit dem Arzt Paracelsus, während dessen halbjährigen Aufenthaltes in St. Gallen alchemistische Versuche betrieb.

## Trivia
Christian Studer wurde in seinem Todesjahr für sechs Monate von Paracelsus, allerdings ohne Erfolg, behandelt, der in dieser Zeit auch in dessen Haus wohnte.